# Маялово
Мая́лово (рос. Маялово) — присілок у складі Підосиновського району Кіровської області, Росія. Входить до складу Демьяновського міського поселення.
Населення становить 6 осіб (2010, 7 у 2002).
Національний склад станом на 2002 рік — росіяни 100 %.